# Sovinjak
Sovinjak – wieś w Chorwacji, w żupanii istryjskiej, w mieście Buzet. W 2011 roku liczyła 27 mieszkańców.